# Нестайко Всеволод Зіновійович
Все́волод Зінов́ійович Неста́йко (30 січня 1930, Бердичів, Житомирська область, Українська СРР, СРСР — 16 серпня 2014, Київ, Україна) — український радянський письменник-прозаїк, класик сучасної української дитячої літератури. Найбільш відомий за повістю «Тореадори з Васюківки».
Для його творів характерна людяність, доброта і світлий погляд на життя, а також надзвичайне почуття гумору, яке з дитинства впливає на ваше власне і потім не полишає вас усе життя. Найпопулярніший твір — трилогія «Тореадори з Васюківки» («Надзвичайні пригоди Робінзона Кукурузо та його вірного друга й однокласника Павлуші Завгороднього в школі, удома та на безлюдному острові поблизу села Васюківки» 1964, «Незнайомець із 13-ї квартири, або Викрадачі шукають потерпілого» 1966, «Таємниця трьох невідомих, або Повість про те, як посварилися Іван Васильович з Павлом Денисовичем і що з того вийшло» 1970).

## Біографія
Всеволод Зіновійович Нестайко народився 30 січня 1930 року в місті Бердичів Житомирської області, що на той час входило до складу УРСР, у родині службовця та вчительки.
Його батько, Зіновій Нестайко, в молодості був січовим стрільцем, вояком Української галицької армії. Наприкінці 1920-х років, змінивши погляди, зважився переїхати із Західної України, яка тоді була у складі Польщі, в УСРР. Працював у Проскурові (нині — Хмельницький) на цукровому заводі, пізніше переїхав у Бердичів. 1933 року Зіновія заарештували, звинувативши у шпигунстві на користь «імперіалістичних держав», згадавши службу в Австро-Угорській армії в часи Першої світової війни, духовну семінарію, знання п'яти іноземних мов, а також заслуги його батька Діонізія Порфировича Нестайка, греко-католицького декана, який керував парафією в Бучачі. Більше Всеволод батька не бачив — у пам'яті хлопчика лишився тільки смак цукерок, які той дав синові, коли по нього прийшли.
Мати — викладачка російської словесності (з 1913 р.).
Після смерті батька, рятуючись від голоду, сім'я переїхала до родичів у Київ. Мати Всеволода працювала вчителькою і родина проживала у приміщенні в школі.
У дитинстві разом із сусідом та однолітком Вітасиком Дяченком читали книжки: Миколи Трублаїні («Лахтак», «Шхуна „Колумб“»), Джека Лондона, Жуля Верна, Бориса Житкова та мріяли стати капітанами далекого плавання. Як виявилось, через особливості зору Нестайко не міг стати моряком, а сусід таки став капітаном.
Через постійні хвороби не зміг виїхати з Києва у 1941, коли почалася війна, і разом з матір'ю залишався в столиці під час окупації.
Закінчив 10-літню загальну середню школу з одною четвіркою в табелі, зі срібною медаллю. Через обставини нацистської окупації та війни не вчився у 5-му та 9-му класах. Курс 9-го класу пройшов самостійно за два місяці. У школі з ним заприятелював Малаков Георгій Васильович, який пізніше зробив ілюстрації для деяких його книжок.
Після школи вступив на слов'янське відділення філологічного факультету Київського університету імені Тараса Шевченка, яке закінчив у 1952 році.
В 1950 році, Всеволод починає працювати літредактором-коректором в дитячому журналі «Барвінок». У «Барвінку» Нестайко почав друкуватися й спілкуватися із іншими письменниками — Юрієм Яновським, Павлом Тичиною, Наталею Забілою, Оксаною Іваненко, Максимом Рильським. Після закінчення навчання в університеті в 1952 році Всеволод працює в редакції журналу «Дніпро», видавництві «Молодь». З 1956 по 1987 рік завідував редакцією у видавництві дитячої літератури «Веселка». В 1956 році виходить перша книжка Нестайка під назвою «Шурка і Шурко», і цього ж року він вступає до Спілки письменників.

### Родина та особисте життя
- Дід, отець Денис Нестайко, багаторічний парох (настоятель) міста Бучача, бучацький декан УГКЦ, знаний український громадський діяч Бучацького повіту. Письменник неодноразово перебував у Бучачі[6], передав для Бучацького районного краєзнавчого музею особисті речі родичів.
- Батько, Зіновій Нестайко, народився в Чернелиці; закінчив гімназію в місті Бучачі, під час Першої світової війни був українським січовим стрільцем. Воював у лавах УГА, потрапив у польський табір полонених. Працював у Проскурові на цукроварні[7]. 1933 року заарештований чекістами; ймовірно, загинув у  таборі[1].
- Мама письменника викладала російську мову та літературу. Під час Першої світової війни була сестрою милосердя Російської армії.[8] Після смерті батька в 1930-тих роках переїхала з сином у Київ, де під час нацистської окупації організувала маленьку підпільну школу[2].
- Дружина — літературознавиця Світлана Щолокова (1931—2015), викладачка Київського національного університету імені Тараса Шевченка.
- Донька — літературознавиця, мовознавиця Олена Максименко, кандидат філологічних наук.

## Творчість

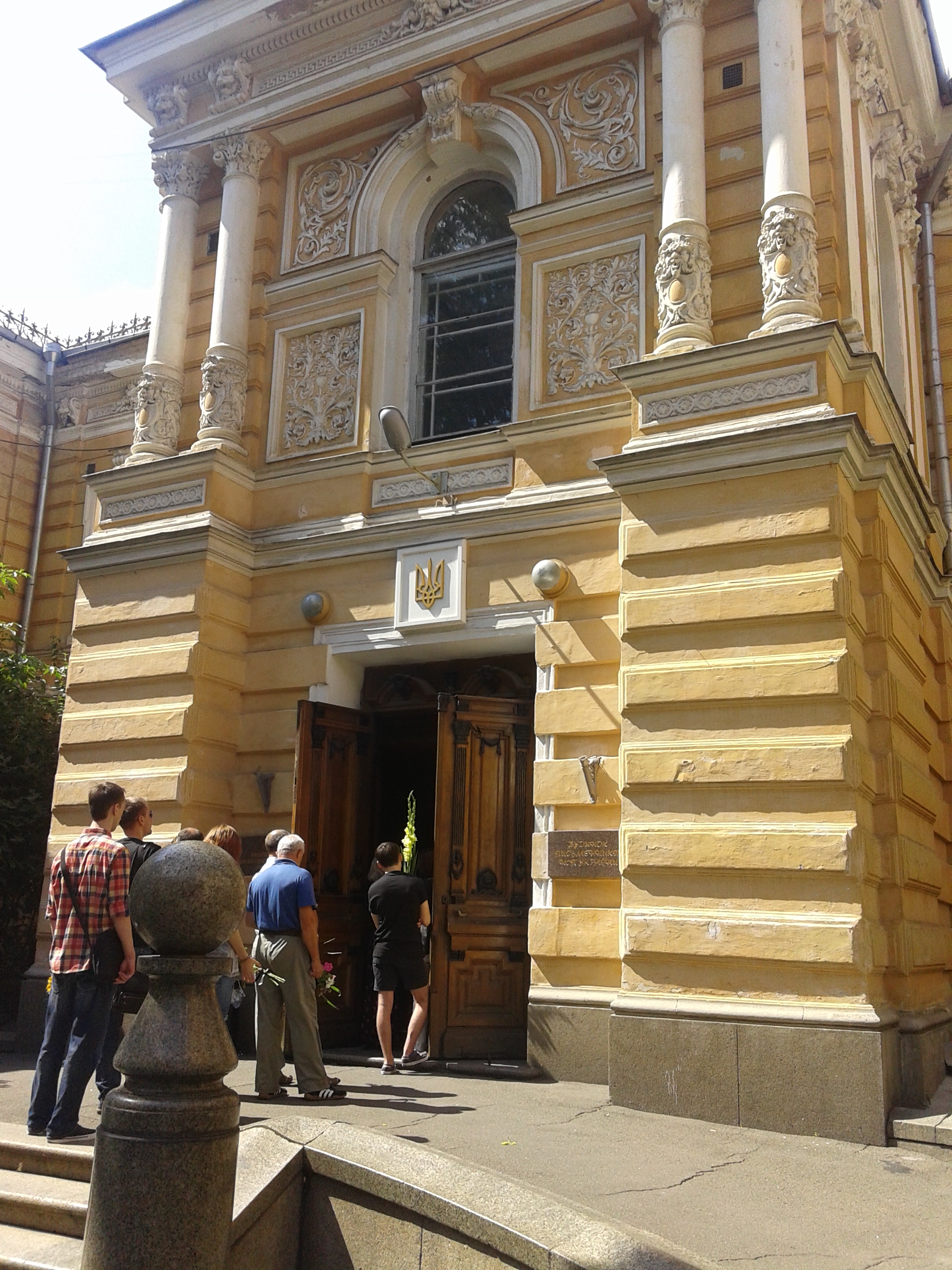
Прощання з Всеволодом Нестайком. Будинок письменників України, серпень 2014

Витяг із першого оповідання, що написав у вісім років, про відважного мисливця, який полював на бенгальського тигра в Африці: «Ноги в мисливця були волосаті, як у всіх чоловіків».
|  | А коли я став по-справжньому дорослим, мені страшенно захотілося повернутись назад у дитинство — догратися, досміятися, добешкетувати... Вихід був один — стати дитячим письменником. Так я й зробив. І, пам'ятаючи своє невеселе дитинство, я намагався писати якомога веселіше. |

П'ятдесятирічний шлях у дитячій літературі засвідчив виданням близько сорока книжок оповідань, казок, повістей і п'єс. Перше оповідання для дітей Всеволод Нестайко надрукував у журналі «Барвінок» в 24 роки. Також друкувався у «Піонерії». Перша книжка «Шурка і Шурко» побачила світ у 1956 році.
За його повістями та оповіданнями поставлено короткометражна стрічка «Тореадори з Васюківки» (1965), фільми «Одиниця з обманом» (1984), «Чудеса в Гарбузянах» (1986).
На початку 2000 року надрукував у «Барвінку» свою нову повість-казку «Ковалі Щастя, або Новорічний детектив».

Могила Всеволода Нестайка, Байкове кладовище

2004 року Всеволод Нестайко разом із поетом та редактором Іваном Малковичем опрацювали та опублікували нову авторську редакцію книги «Тореадори з Васюківки». Твір позбавлено деяких неминучих ідеологічних нашарувань минулої доби, деталей, незрозумілих сучасному, а тим паче майбутньому читачеві. З'явилися й нові епізоди.
Вів програму на Національному радіо України «Радіобайка Всеволода Нестайка».
Жив на Липках у Києві. В останні місяці життя осліп, тяжко хворів на цукровий діабет. Помер на 85-му році життя 16 серпня 2014 року. Похований разом із дружиною на Байковому кладовищі (ділянка № 33).

### Список творів
- «Тореадори з Васюківки» (трилогія) (1973):
  - «Пригоди Робінзона Кукурузо» (1964) — повість;
  - «Незнайомець з тринадцятої квартири» (1966);
  - «Таємниця трьох невідомих» (1970) — повість;
- «В Країні Сонячних Зайчиків» (трилогія) (1994):
  - «В Країні Сонячних Зайчиків» (1959).
  - «Незнайомка з Країни Сонячних Зайчиків» (1988)
  - «В Країні Місячних Зайчиків».
- «Шура і Шурко» (1956) — збірка оповідань;
- «Це було в Києві» (1957) — збірка оповідань;
- «Марсіанський жених» (1968) — п'єса;
- «Робінзон Кукурузо» (1970) — п'єса;
- «Вітька Магеллан» (1975) — п'єса;
- «Олексій, Веселесик і Жарт-птиця» (1975) — повість-казка;
- «Одиниця з обманом» (1976) — повість;
- «Пригоди Грицька Половинки» (1978) — повість;
- «Пригоди журавлика» (1979) — повість;
- «Незвичайні пригоди у лісовій школі» (1981) — повість;
  - Сонце серед ночі. Пригоди в Павутинії
  - Секрет Васі Кицина. Енелолик, Уфа і Жахоб'як
  - Загадковий Яшка. Сонячний зайчик і Сонячний вовк
  - Таємний агент Порча і козак Морозенко. Таємниці лісею Кондор
- «Загадка старого клоуна» (1982) — повість-казка;
- «Пересадка серця» (1983) — п'єса;
- «Чудеса в Гарбузянах» (1984) — повість;
- «П'ятірка з хвостиком» (1985) — повість;
- «Таємниця Віті Зайчика» (1986) — повість;
- «Скринька з секретом» (1987) — повість;
- «Слідство триває» (1989) — збірка п'єс;
- «Таємничий голос за спиною» (1990) — збірка детективів;
- «Казкові пригоди Грайлика» (1994) — повість;
- «Чорлі» (1995) — повість-казка;
- «Ковалі Щастя, або Новорічний детектив» (~2003)[2] — детективна казка;
- «Чарівні окуляри» (2006) — повість-казка;
- «Найновіші пригоди Косі Вуханя та Колька Колючки» (2009) — продовження повісті.
- «Дивовижні пригоди незвичайної принцеси» (2010)

## Нагороди та почесні звання
Орден
Указом Президента України Віктора Ющенка № 53/2010 від 20 січня письменника нагороджено Орденом князя Ярослава Мудрого V ступеня (2010).
Літературні премії
- Премія імені Лесі Українки (1982) — За повість-казку «Незвичайні пригоди в лісовій школі»[1].
- Премія імені Миколи Трублаїні — За повість-казку «Незнайомка з Країни Сонячних Зайчиків»[1].
- Премія імені Олександра Копиленка — За казку «Пригоди їжачка Колька Колючки та його вірного друга і однокласника зайчика Косі Вуханя» (1978)[1].
- Друга Премія Першого Всесоюзного конкурсу на найкращу книгу для дітей — За повість в оповіданнях «П'ятірка з хвостиком»[1].
- Відзнака «Золотий письменник України», 2012[13].

Міжнародні нагороди фільмів, які знято по мотивах творів Нестайка
- Гран-прі Міжнародного кінофестивалю в Мюнхені (1968) — За телефільм «Тореадори з Васюківки»[1].
- Головна премія Міжнародного фестивалю в Алегзандрії (Австралія, 1969) — За телефільм «Тореадори з Васюківки»[1].
- Премія Всесоюзного кінофестивалю в Києві (1984) — За кінофільм «Одиниця „з обманом“»[1].
- Спеціальний приз на кінофестивалі в Габровому (Болгарія, 1985)[1].

1979 року ухвалою Міжнародної ради з дитячої та юнацької літератури трилогію «Тореадори з Васюківки» внесено до «Особливого почесного списку Г. К.  Андерсена» (Special Hans Christian Andersen Honor List) як один із найвидатніших творів сучасної дитячої літератури.

## Вшанування пам'яті
Багато сучасних українських письменників схвально відгукуються про творчість Всеволода Нестайка, вважають його класиком та майстром слова.
В Бердичеві відбувся Перший літературно-мистецький конкурс імені В. Нестайка.
Згідно з соцопитуваннями, які провели у 1990—1992 роках Державна бібліотека для дітей та Міністерство культури України — твори Всеволода Нестайка визнано лідерами читацького зацікавлення.
У Києві є Бібліотека імені Всеволода Нестайка для дітей.
У Кременчуці  колишня Центральна міська бібліотека для дітей ім. І. Ф. Торубари стала філією №3 імені Всеволода Нестайка Кременчуцької міської публічної бібліотеки